# Locus (svensk tidskrift)
Locus – tidskrift för forskning om barn och ungdomar var en forskningsbaserad tidskrift som utgavs under åren 1989–2012. Redaktionen hade sitt säte vid Lärarhögskolan i Stockholm 1989–2007 och vid Stockholms universitet 2008–2012. Tidskriften utkom med fyra nummer per år. 
I Locus förmedlades aktuella forskningsresultat om barn och ungdomar. Tidskriften var flerdisciplinär, det vill säga den införlivade forskning från olika universitetsämnen. Den redaktionella ambitionen var att forskningen skulle presenteras i en lättillgänglig form och samtidigt hålla god akademisk kvalitet. Fokus låg på samhällsvetenskapliga, psykologiska och pedagogiska aspekter av uppväxten. Några exempel på de många skribenterna genom åren är Bengt-Erik Andersson, Fanny Ambjörnsson, Ove Sernhede och Kajsa Ohrlander. Artiklarna behandlade t.ex. sådant som barns tävlingsidrott, lekens estetik, genusaspekter på uppväxten och ungas identitetsskapande utifrån olika perspektiv. Tidskriften innehöll även recensioner, boknotiser och information om aktuella avhandlingar inom området.

## Historik
Locus startades 1989 av medarbetare inom Centrum för barn- och ungdomsvetenskap, som då var en fristående enhet vid Lärarhögskolan i Stockholm. Tanken med Centrumbildningen var att den skulle sammanföra akademiker och praktiker samt stimulera till mer forskning om barn och unga. I denna anda ordnade Centrum för barn- och ungdomsvetenskap öppna föreläsningar och diskussioner, samt initierade forskningssamarbeten och kurser. Locus var en del av den utåtriktade verksamheten.  Tidskriften hade prenumeranter dels bland praktiskt yrkesverksamma, såsom förskollärare och fritidspedagoger, dels bland forskare, studenter och enheter inom utbildningsväsendet. 
När Centrum för barn- och ungdomsvetenskap lades ner 1998 fortsatte utgivningen av Locus inom Lärarhögskolans ram och senare inom Stockholms universitet. 2011–2012 utgavs Locus av Barn- och ungdomsvetenskapliga institutionen vid Stockholms universitet och där fattades beslutet om nedläggning 2012.
Redaktörer var Monica Söderberg-Forslund (1989–1996), Tilda Maria Forselius (1997–2004), Åsa Bäckström (2005–2008), Lucas Gottzén (då: Forsberg, 2009–2010) och Mats Börjesson (2011–2012). Därtill förekom gästredaktörskap för somliga nummer.
Bland de ansvariga utgivarna genom åren märks Bengt Börjeson och Eskil Franck, som båda var rektorer för Lärarhögskolan, samt Ann-Christin Cederborg, som var prefekt för Barn- och ungdomsvetenskapliga institutionen vid Stockholms universitet.